# Алёшкино (Калининградская область)
Алёшкино (до 1947 — Альбрехтау (нем. Albrechtau)) — посёлок в Калининградской области. Входит в Озёрский городской округ.

## География
Алёшкино находится на правом берегу Бородинки в 1 км к востоку от Мальцево, в 18 км к западу от Озёрска, в 5 км от границы с Польшей.
К северу от посёлка проходит автодорога Гусев — Крылово. До 1945 года существовала железная дорога Черняховск — Пиетки.

## История
В 1818 году назывался Альбрехтау, в то время это была деревня с 14 жителями. К 1863 году население увеличилось до 166 жителей.
С 6 апреля 1874 года посёлок был муниципалитетом, входящим в новосозданный район Гапровен. Он принадлежал до 1945 года к административному округу Гумбиннен провинции Восточная Пруссия. В 1905 году 110 человек жили в Альбрехтау.
В результате войны Альбрехтау вошел в состав северной Восточной Пруссии, переходившей к Советскому Союзу и получил в 1946 году наименование «Алешекино». В 2008 году, вместо Некрасовского сельсовета, к которому относилось Алёшкино, было учреждено Новостроевское сельское поселение, в состав которого входил посёлок до упразднения поселений в Озёрском округе в 2014 году.

## Население
| 1818 | 1863 | 1933 | 1939 | 2002 | 2010 |
| ---- | ---- | ---- | ---- | ---- | ---- |
| 14   | ↗166 | ↘154 | ↗157 | ↘36  | ↘7   |

## Церковь
До 1945 года с почти полностью протестантским населением Альбрехтау состояло в приходе Карпоуэн, он принадлежал к приходу Озерска в церковной провинции Восточной Пруссии прусского Союза церквей. Последним немецким священником был Эрнст Салковски.
После включения в состав СССР была запрещена вся церковная жизнь, а евангелические общины в области не образовались до 1990-х годов.